# Chionaema pretoriae
Chionaema pretoriae là một loài bướm đêm thuộc phân họ Arctiinae, họ Erebidae.